# María Villarroya Gaudó
María Villarroya Gaudó (1977, Soria) es una ingeniera electrónica española profesora de la Universidad de Zaragoza y primera directora del Observatorio de Igualdad de la Universidad de Zaragoza entre 2008 y 2012. Destaca por su labor en la investigación del concepto de "redes dentro del chip de los procesadores", y cuyo objetivo es una importante mejora en los ordenadores del futuro en cuanto a consumo energético y rapidez. Además, es conocida por su labor de divulgación y fomento de vocaciones científicas en las mujeres, labor que lleva ejerciendo desde el año 2003.

## Biografía
Licenciada en Ciencias Físicas por la Universidad de Zaragoza en el año 2000 y doctora en Ingeniería Electrónica por la Universidad Autónoma en Barcelona en el año 2005. Es profesora contratada y doctora de Arquitectura y Tecnología de Computadores de la Universidad de Zaragoza. De 2008 a 2012 fue la primera Directora del Observatorio de Igualdad de la Universidad de Zaragoza, y desde mayo de 2016 directora de Secretariado de Internacionalización.

### Trayectoria académica e investigadora
En su tesis doctoral y en su etapa inicial como investigadora trabajó en el desarrollo de sensores micro-nanoelectromecánicos. Posteriormente, ha trabajado en sistemas de interconexión "en chip" con distintas tecnologías complementarias a CMOS (Semiconductor complementario de óxido metálico), como son fibras ópticas o nanotubos. Posteriormente, participó en proyectos de ámbito nacional e internacional, en los que ha realizado labores de gestión. Sus investigaciones, y los resultados que las acompañan, han dado como fruto la aparición en diversas publicaciones en revistas de prestigio del ámbito científico, la consecución de tres patentes y contribuciones a congresos.
Ha participado en diversos proyectos de innovación docente. Unos relacionados con la adaptación de las titulaciones al Espacio Europeo de Educación Superior, y otros con la incorporación de diferentes tecnologías en los entornos de aprendizajes. Entre los años 2006 y 2008 fue miembro del Instituto de Nanociencia de Aragón (INA), y desde julio de 2006 es miembro del Instituto de Investigación en Ingeniería de Aragón (I3A), institutos universitarios de investigación que pertenecen a la Universidad de Zaragoza. 
Trabaja en la mejora de las conexiones en la jerarquía de memoria y en el estudio y propuesta de mejora energética y de rendimiento de las redes de comunicación en multiprocesadores en chip. Además, se dedica a la investigación del concepto de redes dentro del chip de los procesadores, cuyo objetivo es que los ordenadores del futuro cercano tengan varios procesadores dentro de un mismo procesador, y estos se puedan comunicar de manera más eficaz (menos consumo energético y más rapidez).

### Trayectoria activista: mujeres en la Ciencia
Ha realizado un trabajo importante en favor de la mujer en la ciencia. En el año 2003 se incorporó a un grupo de profesoras de la Universidad de Zaragoza que llevaban casi 20 años organizando actividades para promover la presencia de mujeres en carreras tecnológicas, tanto en el ámbito profesional como a nivel educacional. Su actividad fue decisiva para que la Asociación Aragonesa de Mujeres Científicas y Técnicas (MUCIT), de la que es presidenta, pasara a ser nodo local de la Asociación de mujeres investigadoras y tecnólogas (AMIT). 
En 2008 puso en marcha el Observatorio de Igualdad de Género de la Universidad de Zaragoza, del que fue la primera directora desde 2008 a 2012. Además, es miembro de la Comisión Asesora Mujer y Ciencia del Gobierno de Aragón desde la creación de esta en 2006. En numerosos encuentros científicos y de divulgación científica ha explicado cuál es la situación de las mujeres en el campo de la ingeniería y qué se debe hacer para cambiar la tendencia. 
Desde 2008 se organiza en la Universidad de Zaragoza el "Girl's Day", iniciativa internacional para fomentar vocaciones tecnológicas en estudiantes, tanto de primaria como de secundaria, a la vez que se da apoyo a las estudiantes de grado y se crea una red de tecnólogas, entre otras cosas. Fruto de este proyecto, se publica el libro "El mundo necesita ingenieras ¿Quieres ser una?", en el año 2013, del que Villarroya es coautora y coeditora junto con Marta Baldassarri y Pilar Molina Gaudó. Este libro recoge la experiencia resultante de cinco ediciones consecutivas del "Girl's Day" en Aragón, además de presentar, entre otras cosas, resultados de estudios sociológicos realizados que ayudan a entender la poca presencia de las mujeres en estos campos.
En 2014, comienzan a organizar el concurso Wikinformática. Grupos de estudiantes realizan biografías en Wikipedia sobre mujeres del mundo de la tecnología, utilizando herramientas informáticas para las que se ofrece soporte y formación al profesorado para, de esta manera, visibilizar contribuciones de mujeres en estos sectores tanto a nivel local como mundial.
En 2016, participa en la realización de "Una ingeniera en cada cole". Científicas e ingenieras recalan en centros educativos para mostrar su trabajo y visibilizar contribuciones de otras mujeres, para finalizar con la realización de un taller relacionado con la especialidad de la docente.
Desde el curso 2017-2018, este grupo de mujeres realiza un proyecto de tutorización con perspectiva de género, para estudiantes de la Escuela de Ingeniería y Arquitectura de Zaragoza (EINA), con el objetivo de darles apoyo ante situaciones de desigualdad. Este proyecto contaba en un principio con tres sesiones, pero en el curso 2018-2019 ya había aumentado a cinco sesiones.
Por último, ha ayudado a la creación de la "Red de Ingenieras y Tecnólogas", formadas por las participantes del "Girl's Day", del proyecto "Una ingeniera en cada cole" y del proyecto de tutorización con perspectiva de género. Esta red colabora con asociaciones e instituciones tanto autonómicas como nacionales e internacionales.